# 蒂瑟烏鄉
45°12′N 26°33′E / 45.200°N 26.550°E
蒂瑟烏鄉（羅馬尼亞語：Comuna Tisău, Buzău），是羅馬尼亞的鄉份，位於該國東南部，由布澤烏縣負責管轄，面積99平方公里，海拔高度206米，2007年人口4,976，人口密度每平方公里50人。